# Radyab Radyabov
Radyab Radyabov – uzbecki zapaśnik w stylu klasycznym. Wicemistrz igrzysk centralnej Azji w 1995. Piąty na mistrzostwach Azji w 1995 roku.